# Conselho Cultural Mundial
O Conselho Cultural Mundial (em inglês:  World Cultural Council, em castelhano:  Consejo Cultural Mundial) é uma organização internacional que tem como objetivo promover valores culturais, benevolência e filantropia entre os indivíduos. A organização fundada em 1981 e com sede no México, realiza uma cerimónia de premiação anual desde 1984, e é responsável pela atribuição do Prémio Mundial de Ciências Albert Einstein, Prémio Mundial de Educação José Vasconcelos, e do Prémio Mundial de Artes Leonardo da Vinci a cientistas, educadores e artistas de destaque, que contribuíram positivamente para o enriquecimento cultural da humanidade. Os membros da organização incluem vários ganhadores do Prémio Nobel.

## Membros fundadores
Os membros fundadores do Conselho Cultural Mundial são formados por cento e vinte e quatro personalidades ilustres das áreas como a arte, biologia, química, física, medicina, psicologia, neurociência, astronomia, oceanografia, astrofísica, antropologia, e zoologia. Alguns desses membros foram premiados por suas realizações notáveis, principalmente com o Prémio Nobel, Medalha Nacional de Ciências, Medalha Nacional de Ciências, Medalha Real, Medalha Albert Einstein, Prémios Lasker e o Prémio Enrico Fermi. Alguns dos fundadores também são Membros Estrangeiros ou apenas Membros da Sociedade Real, e membros da Sociedade Americana de Física, e Academia Real das Ciências da Suécia.
Os cento e vinte e quatro membros fundadores do Conselho Cultural Mundial são:
- Christian B. Anfinsen
- Werner Arber
- James Baddiley
- M. Balasegaram
- Frank Barnaby
- Christiaan Barnard
- Colin Blakemore
- Aage N. Bohr
- Norman Borlaug
- Harold G. Callan
- André Frédéric Cournand
- William J. Darby
- Eduardo de Robertis
- Cornelis de Jager
- Guy Blaudin de Thé
- Jean-François Denisse
- Venancio Deulofeu
- Frank J. Dixon
- Richard S. Doll
- Audouin Dollfus
- Jacques-Émile Dubois
- Gerald Durrell
- Francisco J. Dy
- John C. Eccles
- Paul Ehrlich
- Manfred Eigen
- Mohammed El Fasi
- Ernest L. Eliel
- Kenneth O. Emergy
- José Rafael Estrada
- Hans J. Eysenck
- Don W. Fawcett
- David J. Finney
- Val L. Fitch
- Carl G. Gahmberg
- Alfred D. Hershey
- Gerhard Herzberg
- David H. Hubel
- Osmo H. Järvi
- Reginald V. Jones
- Adrian Kantrowitz
- Nathan O. Kaplan
- Leo A. Kaprio
- Vassos Karageorghis
- Peter E. Kent
- Donald W. Kerst
- Seymour S. Kety
- Prem N. Kirpal
- Georges B. Koelle
- Walther Manshard
- Georges Mathé
- William D. McElroy
- Henry McIlwain
- John McMichael
- Jerrold Meinwald
- Harry Melville
- Desmond J. Morris
- Giuseppe Moruzzi
- Nevill Mott
- Vernon B. Mountcastle
- Robert S. Mulliken
- Walter H. Munk
- Ilie G. Murgulescu
- Jayant V. Narlikar
- Louis E. F. Néel
- Yuval Ne'eman
- Bernhard H. Neumann
- William A. Nierenberg
- Marshall W. Nirenberg
- George E. Palade
- Arthur B. Pardee
- David Phillips
- Jacques Piccard
- Jens J. Pindborg
- Comlan A. A. Quenum
- Hermann Rahn
- G. N. Ramachandran
- Gunnar Randers
- Chintamani N. R. Rao
- Rex Richards
- Jean Rösch
- Abraham J. A. Roux
- Stanley K. Runcorn
- Donald H. Sadler
- Hakim Muhammad Saeed
- Nobufusa Saito
- Abdus Salam
- Stuart J. Saunders
- Menahem Max Schiffer
- William G. Schneider
- Glenn T. Seaborg
- Ernest R. Sears
- Frederick Seitz
- Leonard T. Skeggs
- Stefan Ślopek
- George J. Smets
- George D. Snell
- Leonard Sosnowky
- Roger W. Sperry
- Lyman Spitzer
- Frederick Stewart
- Heikki Suomalainen
- Pol Swings
- Charles Tanford
- Henry Taube
- John M. Tedder
- Edward Teller
- Howard Temin
- Harold Thompson
- Peter C. Thonemann
- Phillip V. Tobias
- Alexander R. Todd
- Jan Peter Toennies
- Andrzej Trautman
- Jean L. F. Tricart
- Ioan Ursu
- Constantin Vago
- Eugene van Tamelen
- Ulf S. von Euler
- Alan Walsh
- William J. Whelan
- Karel F. Wiesner
- Rosalyn S. Yalow
- John Z. Young

## Cerimónias de prémios
| Ano  | Vencedores                                                  | Espaço                                                                | Local                                                                          | País           | Data                   | Referência                                              |
| ---- | ----------------------------------------------------------- | --------------------------------------------------------------------- | ------------------------------------------------------------------------------ | -------------- | ---------------------- | ------------------------------------------------------- |
| 2019 | Zhong Lin Wang, Paulo Branco                                | Universidade de Tsukuba                                               | Universidade de Tsukuba, Tsukuba                                               | Japão          | 4 de outubro de 2019   | [ 2 ] [ 3 ] [ 4 ]                                       |
| 2018 | Jean-Pierre Changeux, Malik Mâaza                           | Universidade da Cidade de Hongue Congue                               | Universidade da Cidade de Hongue Congue, Hongue Congue                         | China          | 8 de novembro de 2018  | [ 5 ] [ 6 ]                                             |
| 2017 | Omar M. Yaghi, Russell Hartenberger                         | Universidade de Leida                                                 | Pieterskerk, Leida                                                             | Países Baixos  | 8 de novembro de 2017  | [ 7 ] [ 8 ]                                             |
| 2016 | Edward Witten, Kalevi Ekman                                 | Universidade Técnica de Riga                                          | Biblioteca Nacional da Letónia, Riga                                           | Letónia        | 14 de outubro de 2016  | [ 9 ] [ 10 ]                                            |
| 2015 | Ewine van Dishoeck, Milton Masciadri                        | Universidade de Dundee                                                | Salão Caird, Dundee, Escócia                                                   | Reino Unido    | 19 de novembro de 2015 | [ 11 ] [ 12 ] [ 13 ]                                    |
| 2014 | Philip Cohen, Federico Rosei                                | Universidade Aalto                                                    | Edifício Otakaari 1, Universidade Aalto, Espoo                                 | Finlândia      | 17 de novembro de 2014 | [ 14 ] [ 15 ] [ 16 ] [ 17 ]                             |
| 2013 | Paul Nurse, Petteri Nisunen, Tommi Grönlund                 | Universidade Tecnológica de Nanyang                                   | Auditório de Nanyang, Universidade Tecnológica de Nanyang                      | Singapura      | 2 de outubro de 2013   | [ 18 ] [ 19 ] [ 20 ] [ 21 ] [ 22 ] [ 23 ] [ 24 ]        |
| 2012 | Michael Grätzel, Hans Ulrich Gumbrecht                      | Universidade de Aarhus                                                | Salão Principal, Universidade de Aarhus, Aarhus                                | Dinamarca      | 18 de abril de 2012    | [ 25 ] [ 26 ] [ 27 ] [ 28 ] [ 29 ] [ 30 ] [ 31 ] [ 32 ] |
| 2011 | Geoffrey Ozin, Todd Siler                                   | Universidade de Tartu                                                 | Salão da Assembleia, Universidade de Tartu, Tartu                              | Estónia        | 10 de novembro de 2011 | [ 33 ] [ 34 ] [ 35 ] [ 36 ] [ 37 ] [ 38 ]               |
| 2010 | Julio Montaner, Christian Azar                              | Universidade Autónoma do Estado do México                             | Aula Magna Adolfo López Mateos, UAEM, Toluca                                   | México         | 8 de dezembro de 2010  | [ 39 ] [ 40 ] [ 41 ] [ 42 ] [ 43 ]                      |
| 2009 | John T. Houghton, Marcell Jankovics                         | Universidade de Lieja                                                 | Sala Académica, Universidade de Lieja, Lieja                                   | Bélgica        | 25 de novembro de 2009 | [ 44 ] [ 45 ] [ 46 ] [ 47 ] [ 48 ]                      |
| 2008 | Ada Yonath, William G. Bowen                                | Universidade de Princeton                                             | Auditório Richardson, Alexander Hall, Universidade de Princeton, Princeton     | Estados Unidos | 11 de novembro de 2008 | [ 49 ] [ 50 ] [ 51 ]                                    |
| 2007 | Fraser Stoddart, Anne Moeglin-Delcroix                      | Universidade Autónoma de Novo Leão                                    | Teatro Universitário, Câmpus Mederos, Monterrei                                | México         | 24 de novembro de 2007 | [ 52 ] [ 53 ] [ 54 ] [ 55 ]                             |
| 2006 | Ahmed Zewail, Marlene Scardamalia                           | Instituto Politécnico Nacional                                        | Sala Manuel M. Ponce, Palácio de Belas Artes, Cidade do México                 | México         | 28 de outubro de 2006  | [ 56 ] [ 57 ] [ 58 ] [ 59 ]                             |
| 2005 | John Hopfield, Enrique Norten                               | Universidade Autónoma Agrária Antonio Narro                           | Teatro da Cidade Fernando Soler, Saltillo                                      | México         | 12 de novembro de 2005 | [ 60 ] [ 61 ]                                           |
| 2004 | Ralph J. Cicerone, David Attenborough                       | Universidade de Lieja                                                 | Anfiteatros da Europa, Universidade de Lieja, Lieja                            | Bélgica        | 8 de novembro de 2004  | [ 62 ] [ 63 ] [ 64 ]                                    |
| 2003 | Martin Rees, Otto Piene                                     | Universidade de Helsínquia, Sociedade Finlandesa de Ciências e Letras | Biblioteca Nacional da Finlândia, Universidade de Helsínquia, Helsínquia       | Finlândia      | 17 de novembro de 2003 | [ 65 ] [ 66 ] [ 67 ]                                    |
| 2002 | Daniel H. Janzen, Jeannie Oakes                             | Colégio da Trindade                                                   | Sala de Exames, Colégio da Trindade, Dublim                                    | Irlanda        | 14 de novembro de 2002 | [ 68 ] [ 69 ]                                           |
| 2001 | Niels Birbaumer, Edna Hibel                                 | Universidade de Utreque                                               | Edifício da Academia, Utreque                                                  | Países Baixos  | 21 de novembro de 2001 | [ 70 ]                                                  |
| 2000 | Frank Fenner, Zafra M. Lerman                               | Universidade do Witwatersrand                                         | Salão Grande, Universidade do Witwatersrand, Joanesburgo                       | África do Sul  | 1 de novembro de 2000  | [ 71 ]                                                  |
| 1999 | Robert Weinberg, Magdalena Abakanowicz                      | Universidade Norueguesa de Ciência e Tecnologia                       | Edifício Principal, Universidade Norueguesa de Ciência e Tecnologia, Trondheim | Noruega        | 11 de novembro de 1999 | [ 72 ] [ 73 ]                                           |
| 1998 | Charles R. Goldman, Robert Yager                            | Universidade Vitória de Wellington                                    | Edifício Hunter, Wellington                                                    | Nova Zelândia  | 19 de novembro de 1998 | [ 74 ] [ 75 ]                                           |
| 1997 | Jean-Marie Ghuysen                                          | Universidade de Chulalongkorn                                         | Auditório Principal, Universidade de Chulalongkorn, Banguecoque                | Tailândia      | 12 de novembro de 1997 | [ 76 ] [ 77 ]                                           |
| 1996 | Alec Jeffreys, Roger Gaudry                                 | Universidade de Oxónia                                                | Sala de Voltaire, Instituição Taylor, Oxónia                                   | Reino Unido    | 23 de novembro de 1996 | [ 78 ]                                                  |
| 1995 | Herbert H. Jasper, Robert Rauschenberg                      | INBA, CONACULTA                                                       | Palácio de Belas Artes, Cidade do México                                       | México         | 16 de dezembro de 1995 | [ 79 ]                                                  |
| 1994 | Sherwood Rowland, Joseph O´Halloran                         | CODATA, ICSU, UNESCO                                                  | Centro de Convenção Le Manège, Chambéry                                        | França         | 19 de setembro de 1994 | [ 80 ] [ 81 ]                                           |
| 1993 | Ali Javan                                                   | Presidência da República                                              | Palácio de Belas Artes, Cidade do México                                       | México         | 19 de dezembro de 1993 | [ 82 ]                                                  |
| 1992 | Raymond U . Lemieux, Elliot Eisner                          | Conselho Nacional de Investigação do Canadá                           | Edifício Lester B. Pearson, Otava                                              | Canadá         | 27 de novembro de 1992 | [ 83 ]                                                  |
| 1991 | Albrecht Fleckenstein                                       | Universidade Nacional da Austrália                                    | Edifício do Cancelário, ANU, Camberra                                          | Austrália      | 14 de novembro de 1991 | [ 84 ]                                                  |
| 1990 | Gustav Nossal, Lev Shevrin                                  | Instituto Federal de Tecnologia de Zurique                            | Sala da Cúpula, Instituto Federal de Tecnologia de Zurique, Zurique            | Suíça          | 22 de novembro de 1990 | [ 85 ]                                                  |
| 1989 | Martin Kamen, Athens Acropolis Preservation Group of Greece | Instituto de Tecnologia de Massachusetts                              | Salão Edgerton, MIT, Cambridge                                                 | Estados Unidos | 8 de novembro de 1989  | [ 86 ]                                                  |
| 1988 | Margaret Burbidge, Gilbert De Landsheere                    | Instituto Politécnico Nacional                                        | Palácio de Belas Artes, Cidade do México                                       | México         | 19 de novembro de 1988 | [ 87 ] [ 88 ]                                           |
| 1987 | Hugh Huxley                                                 | Universidade de Edelberga                                             | Alte Aula, Universidade de Edelberga, Edelberga                                | Alemanha       | 26 de novembro de 1987 | [ 89 ]                                                  |
| 1986 | Monkombu Sambasivan Swaminathan                             | Universidade de Guadalajara                                           | Teatro Degollado, Guadalajara                                                  | México         | 6 de novembro de 1986  | [ 90 ]                                                  |
| 1985 | Werner Stumm, Dolores Hernández                             | Instituto Real de Tecnologia                                          | Kollegiesalen, Estocolmo                                                       | Suécia         | 21 de novembro de 1985 | [ 91 ]                                                  |
| 1984 | Ricardo Bressani                                            | Conselho Cultural Mundial                                             | Auditório San Pedro, San Pedro Garza García                                    | México         | 29 de novembro de 1984 | [ 92 ]                                                  |

### Reconhecimentos especiais
Em 2003, o Conselho Cultural Mundial iniciou a emissão dos Reconhecimentos Especiais a investigadores especialistas ligados ao espaço da cerimónia de premiação, cujos resultados foram disponibilizados ao público.
| Ano  | Reconhecimentos |
| ---- | --- |
| 2017 | Nadine Akkerman, Ann Brysbaert, Marike Knoef, Marianne Maeckelbergh, Victoria Nyst, Sarah De Rijcke, Alicia Schrikker, Martina Vijver, Inge van der Weijden |
| 2016 | Elina Gaile-Sarkane, Janis Grundspenkis, Talis Juhna, Kaspars Kalnins, Janis Krastins, Oskars Krievs, Guntis Kuļikovskis, Igors Tipans, Maris Turks |
| 2015 | Catherine Heymans, Sara Brown, Sara Robertson, Sarah Coulthurst, Lisa DeBruine, Sinéad Rhodes |
| 2014 | Camilla Hollanti, Katri Kauppi, Mauri Kostiainen, Matti Kuttinen, Jani Romanoff, Hele Savin |
| 2013 | Medalha de Mérito Educacional:Bertil Andersson. Ciência: Juliana Chan, David Lou Xiong Wen, Wang Qijie, Zhang Hua. Educação: Jasmine Sim Boon Yee |
| 2012 | Medalha de Mérito Educacional: Lauritz Holm-Nielsen. Ciência: Anders Baun, Trine Bilde, Peter Brodersen, Johan P. U. Fynbo, Anja Groth, Jakob Søndergaard Jensen, Lars Bojer Madsen, Jesper Buus Nielsen                                                          |
| 2011 | Medalha de Mérito Educacional: Alar Karis. Recognitions: Toomas Asser, Jaan Einasto, Kalle Kasemaa, Peeter Saari, Rein Taagepera, Jüri Talvet, Vaike Uibopuu, Urmas Varblane, Richard Villems                                                                     |
| 2010 | |
| 2009 | Medalha de Mérito Educacional: Bernard Rentier. Ciência: Jean-Marie Baland, Christophe Caucheteur, Jérôme Cornil, Vinciane Despret, Luc Henrard, Steven Laureys. Artes: Mady Andrien, Patrick Davin, Jacques Delcuvellerie, Karel Logist, Jean-Philippe Toussaint |
| 2008 | Ciência: Ignacio Rodriguez-Iturbe, Bonnie Bassler. Educação: Douglas Massey, Cornel West. |
| 2007 | Ciência: Germán Cisneros, María del Socorro Flores, Carlos Guerrero, Mario César Salinas, Óscar Torres. Artes: Alejandro Gómez, Adolfo Narváez, Alfonso Rangel, Ana Silvia Rodríguez, José Javier Villarreal                                                      |
| 2006 | Ciência: René Drucker Colin, Octavio Paredes López, Gerardo Silverio Contreras |
| 2005 | Ciência: Atocha Aliseda Llera (UNAM), Pavel Castro Villarreal (UNAM), Miguel Mellado Bosque (UAAAN). Artes: Elsa Cross, Felipe Garrido, Pilar Rioja. |
| 2004 | Ciência: André Berger, Guy Brasseur, Arsène Burny, Jacques Pasteels, Marc Van Montagu. Educação: Jean-Marie De Ketele, Hadelin Hainaut, Dieudonné Leclercq, Lieven Verschaeffel                                                                                   |
| 2003 | Ciência: Sören Illiman, Markku Kulmala, Antti Vaheri. Artes: Eija-Liisa Ahtila, Hannu Kähönen, Yrjö Kukkapuro, Vuokko Eskolin-Nurmesniemi, Nina Roos, Henry Wuorila-Stenberg                                                                                      |